# 行田市郷土博物館
行田市郷土博物館（ぎょうだしきょうどはくぶつかん）は、埼玉県行田市の博物館。

## 概要
行田の歴史と文化に関する展示を行っている。忍城本丸跡地に1988年（昭和63年）2月開業した。博物館南東部には忍城御三階櫓が復元されている（位置や規模は史実と異なる）。展示内容には埼玉古墳群、忍城下町、足袋などが含まれている。

## 文化財
- 酒巻14号墳出土埴輪（国の重要文化財）

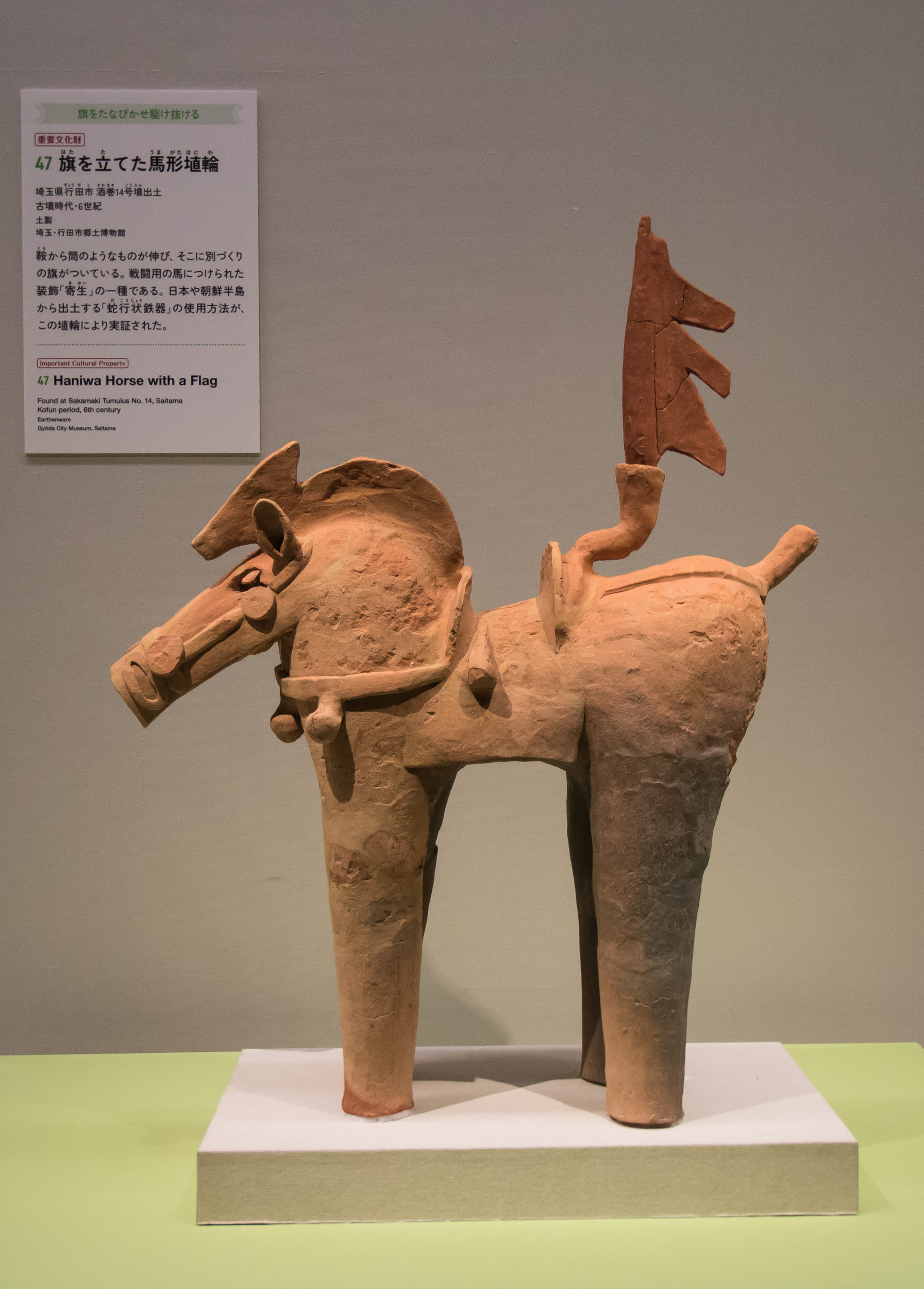
酒巻14号墳出土「旗を立てた馬型埴輪」重要文化財

- 酒巻15号墳出土品（大刀形埴輪3点、鞆形埴輪2点、靫形埴輪1点、円筒埴輪3点、その他一括、埼玉県指定有形文化財）
- 黒糸威二枚胴具足（埼玉県指定有形文化財）
- 関ヶ原合戦図屏風（行田市指定有形文化財）
- 2015年（平成27年）3月2日に、所蔵されている「行田の足袋製造用具及び製品」4971点が国の登録有形民俗文化財に登録された。また、2017年に認定された日本遺産「和装文化の足元を支え続ける足袋蔵のまち行田」の構成文化財のひとつとなっている（忍城跡および復元された博物館の建物）。

## 所在地等
- 所在地 - 埼玉県行田市本丸17-23
- 入館料 - 大人200円（団体160円）、高大生100円（団体80円）、小中生50円（団体40円）
- 開館時間 - 9時から16時30分
- 休館日 - 月曜日（祝日休日は開館）、祝祭日の翌日（土日は開館）、毎月第4金曜日、年末年始

## アクセス
鉄道
- 秩父鉄道行田市駅から15分、その他高崎線行田駅・吹上駅などからもバスが運行されている。

道路
- 東北自動車道加須インターチェンジより17km（約30分）